# Ryszard Korzański
Ryszard Korzański (ur. 24 czerwca 1893 w Łodzi, zm. 29 października 1941 w KL Auschwitz) – major piechoty Wojska Polskiego, działacz niepodległościowy.

## Życiorys
Syn Wojciecha. 19 sierpnia 1920 został zatwierdzony z dniem 1 kwietnia 1920 w stopniu kapitana, w piechocie, w grupie oficerów byłych Korpusów Wschodnich i byłej armii rosyjskiej. Pełnił wówczas służbę w Dowództwie Frontu Pomorskiego. W czerwcu 1921 był przydzielony do Komisji Likwidacyjnej Grupy Wołyńskiej, a jego oddziałem macierzystym był 28 pułk piechoty. 3 maja 1922 został zweryfikowany w stopniu kapitana ze starszeństwem z dniem 1 czerwca 1919 i 296. lokatą w korpusie oficerów piechoty. Jego oddziałem macierzystym był nadal 28 pp. Później został przeniesiony do 79 pułku piechoty w Słonimie i przydzielony do Szefostwa Poborowego Dowództwa Okręgu Korpusu Nr IX w Brześciu nad Bugiem. W 1924 został przeniesiony do 61 pułku piechoty w Bydgoszczy. 3 maja 1926 został awansowany do stopnia majora ze starszeństwem z dniem 1 lipca 1925 i 16. lokatą w korpusie oficerów piechoty. W sierpniu tego roku został wyznaczony w macierzystym oddziale na stanowisko kwatermistrza. W marcu 1929 został przydzielony z 61 pp do Powiatowej Komendy Uzupełnień Hrubieszów na stanowisko pełniącego obowiązki kierownika I referatu administracji rezerw i zastępcy komendanta. W czerwcu 1930 został przeniesiony do PKU Łańcut na stanowisko komendanta, a we wrześniu tego roku do PKU Bydgoszcz Miasto na stanowisko komendanta. W marcu 1934 został zwolniony ze stanowiska komendanta i oddany do dyspozycji dowódcy Okręgu Korpusu Nr VIII, a z dniem 31 lipca tego roku przeniesiony w stan spoczynku.
6 kwietnia 1941 został zesłany do obozu koncentracyjnego Auschwitz, gdzie został mu nadany numer więźniarski „13871”. Zginął w obozie 29 października 1941.

## Ordery i odznaczenia
- Krzyż Walecznych dwukrotnie[16][17]
- Medal Niepodległości – 27 czerwca 1938 „za pracę w dziele odzyskania niepodległości”[18]
- Medal Zwycięstwa[19][20][21]